# جيمس ألين (لاعب كرة قدم أمريكية)
جيمس ألين (بالإنجليزية: James Allen)‏ هو لاعب كرة قدم أمريكية أمريكي، ولد في 11 نوفمبر 1979 في بورتلاند في الولايات المتحدة.

## وصلات خارجية
- جيمس ألين على موقع مرجع كرة القدم المحترفة.كوم (الإنجليزية)